# Gaig capnegre
El gaig capnegre (Garrulus lanceolatus) és una espècie d'ocell de la família dels còrvids (Corvidae) semblant al seu parent el gaig eurasiàtic, present als Països Catalans. Ambdós ocells tenen similar grandària però el lanceolat és una mica més esvelt, amb un bec lleugerament més curt i més gruixut. Part superior del cap de color negre, amb la cresta més evident i la cua més llarga. La veu és molt similar a la seu parent proper.
Habita l'est de l'Afganistan i l'Himàlaia fins a Nepal, en països amb arbres i grans zones obertes més que no pas a boscos densos. També a terres de conreu arribant fins i tot a pobles propers, i sempre que hi hagi prou arbres i matolls.
S'alimenta tant a terra com dalt dels arbres, amb una dieta d'origen vegetal i animal, que inclou ous i pollets i deixalles d'activitat humana, molt semblant a la del gaig comú.
Nia als arbres i arbustos de manera semblant al gaig comú. En general pon 3-5 ous que cova durant 16 dies. Ambdós pares alimenten als joves.